# Korejská lidová armáda
Korejská lidová armáda (korejsky 조선인민군 – Čosŏn inmingun) je ozbrojená síla Severní Korey. V souladu s oficiální severokorejskou doktrínou songun zaujímá privilegované postavení v rámci severokorejského společenského uspořádání. Včetně rezervistů čítá přes 6 miliónů vojáků, tedy zhruba čtvrtinu všeho severokorejského obyvatelstva, a Severní Korea na ni také vydává zhruba čtvrtinu svého rozpočtu. Aktivně sice slouží jen zhruba milión vojáků, ale i to je celosvětově čtvrté nejvyšší číslo (po Čínské lidové osvobozenecké armádě, Indických ozbrojených silách a Ozbrojených silách Spojených států amerických). Z formálního hlediska je armáda součástí Korejské strany práce, jejímuž vedení je podřízena. Nejvyšším velitelem armády je Kim Čong-un.
Korejská lidová armáda je členěna na pět složek: Pozemní síly Korejské lidové armády, Námořnictvo Korejské lidové armády, Letectvo Korejské lidové armády, Strategické raketové síly Korejské lidové armády a Zvláštní jednotky Korejské lidové armády.